# أحمد رشوان (لاعب كرة قدم)
أحمد جمال رشوان لاعب كرة قدم قطري من أصول مصرية، ولد في (22 مايو 2000) ، يلعب لصالح نادي البدع. 

## نادي الدحيل
كان يلعب في نادي الجيش في الفئات السنية وفي عام 2017 صدر قرار بدمج نادي لخويا مع نادي الجيش تحت مسمى نادي الدحيل و انظم بعدها إلى نادي الدحيل و لعب بعدها مع نادي معيذر ونادي البدع.